# Ignatius IV van Antiochië
Ignatius IV (Habib Hazim) (Grieks: Ιγνάτιος Δ') (Mhardeh, 1920/1921 – Beiroet, 5 december 2012) was een Syrisch geestelijke en de patriarch van het Grieks-orthodox patriarchaat van Antiochië en het gehele Oosten.
Habib Hazim werd geboren in een christelijke Arabische familie in het dorpje Mhardeh in de buurt van Hama in Syrië. Hij studeerde literatuurwetenschap in Beiroet en sinds 1945 theologie aan het orthodoxe Institut Saint-Serge te Parijs. Na zijn terugkeer naar de Levant stichtte hij het orthodoxe theologische seminarie in het klooster van Balamand in Libanon. Daar werkte hij jarenlang als docent en decaan.
In 1961 werd Hazim bisschop van Latakia in Syrië. In 1970 werd hij er metropoliet. Op 2 juli 1979 volgde hij Elias IV op als patriarch van Antiochië en het gehele Oosten, waarop hij de naam Ignatius IV aannam. Hij wordt beschouwd de 170e opvolger te zijn van de apostel Petrus, de eerste patriarch van Antiochië.
Petrus · Euodias · Ignatius · Hero · Cornelius · Eros · Theofilus van Antiochië · Maximus I · Serapion · Asclepiades · Filetus · Zebinnus · Babylas · Fabius · Demetrius · Paulus van Samosata · Domnus I · Timeüs · Cyrillus · Tyrannos · Vitalis · Filogonus · Paulinus · Eustatius · Eulalius · Eufornius · Filaclus · Stefanus I · Leontius · Eudoxius · Euzoius · Meletius · Flavianus I · Porfyrus · Alexander · Theodotus · Johannes I · Domnus II · Maximus II · Basilius · Acacius · Martyrius · Petrus de Vollere · Julianus · Petrus Fullo · Johannes II · Stefanus II · Callandion · Palladius · Flavianus II · Severus · Paulus I · Eufrosius · Efremus

Grieks-orthodoxe patriarchen:

Paulus II · Eufrasius · Efraïm · Domnus III · Anastasios I de Sinaïet · Gregorius I · Anastasios II · Gregorius II · Anastasius III · Macedonius · Georgius I · Macarius · Theofanes · Sebastianus · Georgius II · Alexander · Stefanus IV · Theofylactus · Theodorus · Johannes IV · Job · Nicolaas · Simeon · Elias · Theodosius I · Nicolaas II · Michaël · Zacharias · Gregorius III · Job II · Eustratius · Christoforus I · Theodorus II · Agapius · Johannes V · Nicolaas III · Elias II · Georgius Lascaris · Macarius de Zuivere · Eleuterius · Petrus III · Johannes VI · Emilianus · Theodosius II · Niceforus · Johannes VII · Johannes IX · Euthymius · Macarius II · Athanasius I · Theodosius III · Elias III · Christoforus II · Theodorus IV Balsamon · Joachim · Dorotheüs · Simeon II · Euthymius · Theodosius IV · Theodosius V · Arsenius · Dionysius · Marcus · Ignatius II · Pachomius · Nilus · Michaël III · Pachomius II · Joachim II · Marcus III · Dorotheüs II · Michaël IV · Marcus IV · Joachim III · Gregorius III · Dorotheüs III · Michaël V · Dorotheüs IV · Joachim IV Ibn Juma · Michaël VI Sabbagh · Joachim V · Joachim VI · Dorotheüs V · Athanasius III Dabbas · Ignatius III Attiyah · Euthymius III · Euthymius IV · Michaël III Zaim · Neofytos · Athanasius IV Dabbas · Cyrillus III Zaim · Athanasius IV Dabbas · Silvester · Filemon · Daniël · Euthymius V · Serafim · Methodius · Hiërotheos · Gerasimos · Spyridon · Meletius II Doumani · Gregorius IV Haddad · Alexander III Tahan · Theodosius VI Abourjaily · Elias IV Muawad · Ignatius IV Hazim · Johannes X Yazigi

Syrisch-orthodoxe patriarchen:

Severus · Sergius · Paulus II · Petrus III van Raqqa · Julianus I · Athanasius I Gammolo · Johannes II van de Sedre · Theodorus · Severius II bar Masqeh · Athanasius II · Julianus II · Elias I · Athanasius III · Iwanis I · Euwanis I · Athanasius alSandali · Georgius I · Jozef · Quryaqos van Takrit · Dionysius I · Johannes III · Ignatius II · Theodosius Romanos · Dionysius II van Antiochië · Johannes IV Qurzahli · Basilius I · Johannes V · Iwanis II · Dionysius III · Abraham I · Johannes VI Sarigta · Athanasius IV van Salah · Johannes VII bar Abdun · Dionysius IV Yahya · Johannes VIII · Athanasius V · Johannes IX bar Shushan · Basilius II · Johannes Abdun · Dionysius V Lazaros · Iwanis III · Dionysius VI · Athanasius VI bar Khamoro · Johannes X bar Mawdyono · Athanasius VII bar Qutreh · Michaël I de Grote · Athanasius VIII · Johannes XI · Ignatius III David · Johannes XII bar Madani · Ignatius IV Yeshu · Philoxenos I Nemrud · Michaël II · Michaël III Yeshu · Basilius III Gabriël · Philoxenos II de Schrijver · Basilius IV Shemun · Ignatius Behnam alHadli · Ignatius Khalaf · Ignatius Johannes XIII · Ignatius Nuh van Libanon · Ignatius Yeshu I · Ignatius Jakobus I · Ignatius David I · Ignatius AbdAllah I · Ignatius Nemet Allah I · Ignatius David II Shah · Ignatius Pilatus I · Ignatius Hadayat Allah · Ignatius Simonis I · Ignatius Yeshu II Qamsheh · Ignatius Abdul Masih I · Ignatius Gregorius II · Ignatius Isaac Azar · Ignatius Shukr Allah II · Ignatius Gregorius III · Ignatius Gregorius IV · Ignatius Matteüs · Ignatius Yunan · Ignatius Gregorius V · Ignatius Elias II · Ignatius Jakobus II · Ignatius Petrus IV · Ignatius Abdul Masih II · Ignatius Abd Allah II · Ignatius Elias III · Ignatius Afrem I Barsoum · Ignatius Jacob III · Ignatius Zakka I Iwas · Ignatius Aphrem II Karim

Latijnse patriarchen:

Peter I van Narbonne · Bernard van Valence · Ralf I van Domfront · Aimery van Limoges · Ralf II · Peter II van Angoulême · Peter III van Locedio · Peter van Capoue · Reinier · Albert Rezzato · Opizo Fieschi · Isnard · Gérald Othon · Raymond de Salgues · Séguin d'Anton · Wenzel Gerard van Burenitz · Johannes · Guillaume de la Tour · Denis du Moulin · Jacques Juvénal des Ursins · Lorenzo Zane · Alfonso Caraffa · Juan de Ribera · Luigi Caetani · Giovanni Battista Pamphili · Cesare Monti · Alessandro Crescenzi · Charles Thomas Maillard de Tournon · Giberto Bartolomeo Borromeo · Joaquín Fernández Portocarrero · Francesco Maria Pallavicini · Lodovico Calini · Giulio Maria della Somaglia · Antonio Despuig y Dameto · Lorenzo Girolamo Mattei · Albertus Barbolani di Montauto · Josephus Melchiades Ferlisi · Carolus Belgrado · Paulus Brunoni · Petrus De Villanova · Placidus Ralli · Vencentius Tizzani · Franciscus de Paula Cassetta · Carlo Nocella · Lorenzo Passarini · Ladislao Michele Zaleski · Roberto Vicentini